# 신둔면
신둔면(新屯面)은 대한민국 경기도 이천시의 북쪽에 위치한 면이다.

## 개요
신둔면은 신둔천과 양각산, 정개산(소당산), 원적산이 타 지역과 경계를 이루고 있다. 이천시청으로부터 북서쪽 4km 지점에 위치하며, 중부고속도로와 서울·충주를 잇는 국도 제3호선이 지나는 교통의 요지이다. 신둔면은 동쪽은 백사면, 남쪽은 이천시와 마장면, 서쪽은 광주시 도척면, 북쪽은 광주시 곤지암읍과 여주시 금사면과 경계를 이루고 있다. 《세계도자기 EXPO》와 때를 맞춰 개통한 중부고속도로의 서이천 I/C와 시도 12호선, 15호선이 연결되는 이천의 관문이며 교통의 요충지이다. 고품질 미질을 자랑하는 진상미와 농가소득 증대에 기여하는 인삼, 화훼 등을 농업의 주축으로 삼고, 국내 유일의 도자박물관인 해강도자기박물관을 비롯한 광주도자문화연구소 등 260여개의 크고 작은 도자기 업체가 운집하여 《세계도자기 EXPO》의 성공적 개최를 계기로 명실상부한 한국 도예의 메카로 자리잡아 국내외의 수많은 관광객이 방문하고 있다.

## 법정리
- 고척리(高尺里)
- 남정리(南井里)
- 도봉리(道峯里)
- 도암리(道岩里)
- 마교리(馬橋里)
- 소정리(小亭里)
- 수광리(水廣里)
- 수남리(水南里)
- 수하리(水下里)
- 용면리(龍眠里)
- 인후리(印後里)
- 장동리(長洞里)
- 지석리(支石里)

## 교육
- 한국관광대학교
- 실천신학대학
- 한국도예고등학교
- 신둔초등학교
- 도암초등학교

## 교통
- 신둔도예촌역

## 관광
- 해강도자기박물관
- 쌀밥